# Deporaus
Deporaus är ett släkte av skalbaggar som beskrevs av Leach 1819. Enligt Catalogue of Life ingår Deporaus i familjen Rhynchitidae, men enligt Dyntaxa är tillhörigheten istället familjen rullvivlar.

## Bildgalleri

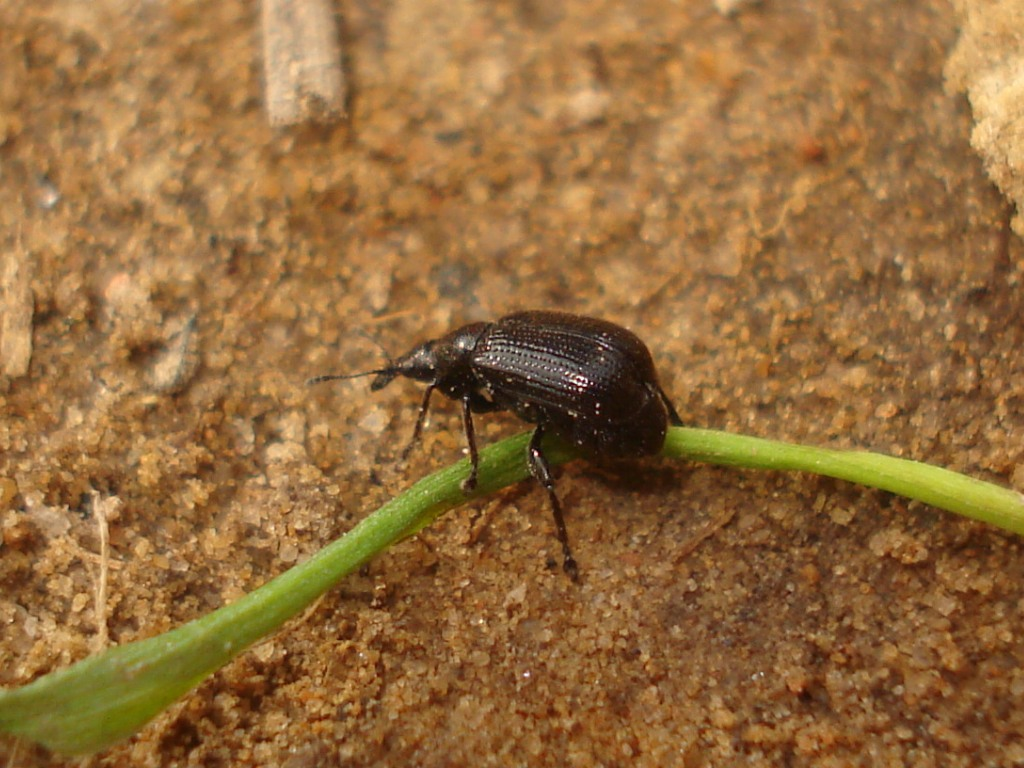
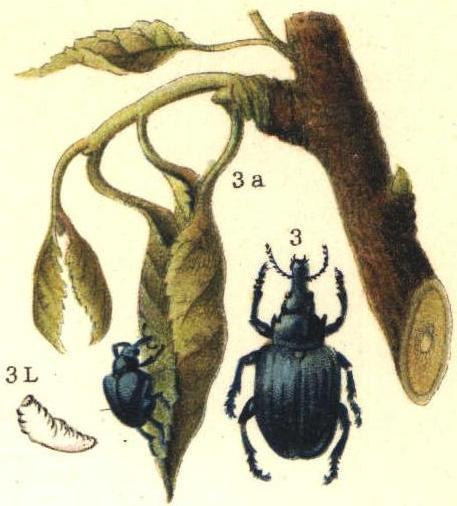
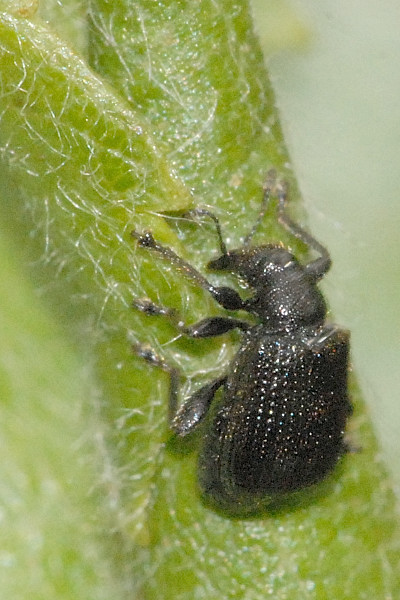
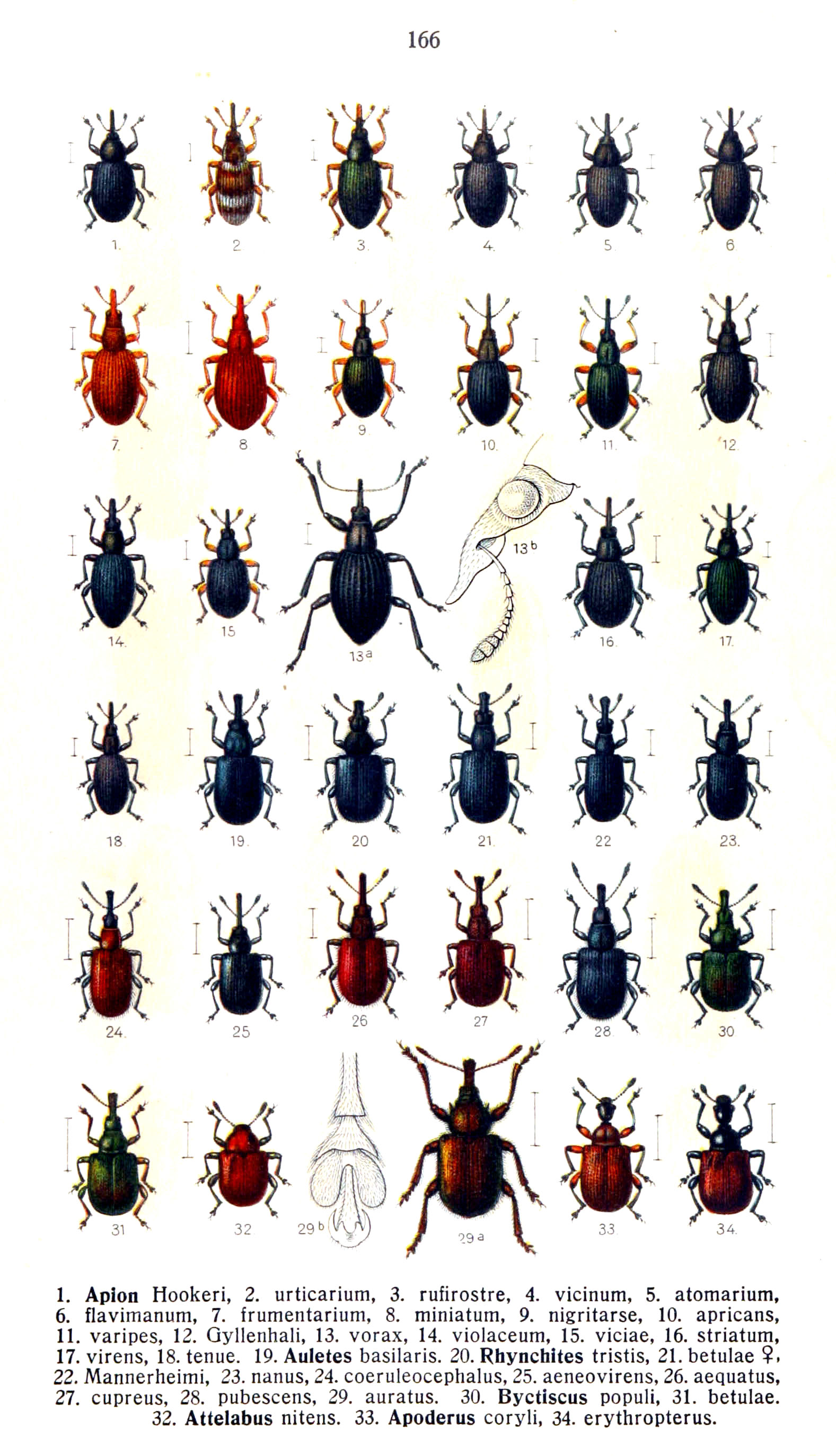

## Dottertaxa tillDeporaus, i alfabetisk ordning[1][2]
- Deporaus aeneipennis
- Deporaus affectatus
- Deporaus affinis
- Deporaus alliariae
- Deporaus amplicollis
- Deporaus amurensis
- Deporaus angusticollis
- Deporaus angustifrons
- Deporaus apicalis
- Deporaus arcuaticollis
- Deporaus assamensis
- Deporaus aterrimiceps
- Deporaus atricornis
- Deporaus atroptera
- Deporaus atrorufus
- Deporaus basalis
- Deporaus basilanensis
- Deporaus betulae
- Deporaus bicolor
- Deporaus boettcheri
- Deporaus brastagiensis
- Deporaus ceylonensis
- Deporaus cinctus
- Deporaus coerulescens
- Deporaus confinis
- Deporaus congestus
- Deporaus conicirostris
- Deporaus constrictus
- Deporaus contiguus
- Deporaus corporaali
- Deporaus curtirostris
- Deporaus cyaneopennis
- Deporaus decoomani
- Deporaus depressirostris
- Deporaus depressus
- Deporaus dimidiatus
- Deporaus discretus
- Deporaus disjunctus
- Deporaus distinctus
- Deporaus diversus
- Deporaus dohertyi
- Deporaus dohrni
- Deporaus excoriato-niger
- Deporaus exophthalmus
- Deporaus fagi
- Deporaus femoralis
- Deporaus femorata
- Deporaus femoratus
- Deporaus flavidus
- Deporaus flavipes
- Deporaus flaviventris
- Deporaus frater
- Deporaus fukienensis
- Deporaus fuliginosus
- Deporaus fuscipennis
- Deporaus fusculus
- Deporaus galerucoides
- Deporaus gelastinus
- Deporaus gibbus
- Deporaus gilviventris
- Deporaus glabricollis
- Deporaus hartmanni
- Deporaus iliganensis
- Deporaus impressipennis
- Deporaus inclinatus
- Deporaus indicus
- Deporaus inflatus
- Deporaus javanicus
- Deporaus kalshoveni
- Deporaus klapperichi
- Deporaus kolbei
- Deporaus laevicollis
- Deporaus laminatus
- Deporaus lepidus
- Deporaus longiceps
- Deporaus luchti
- Deporaus luctuosus
- Deporaus maculiger
- Deporaus major
- Deporaus mannerheimi
- Deporaus mannerheimii
- Deporaus marginatus
- Deporaus marginellus
- Deporaus megacephalus
- Deporaus minimus
- Deporaus minor
- Deporaus montanus
- Deporaus monticola
- Deporaus mysolensis
- Deporaus niger
- Deporaus nigriceps
- Deporaus nigricornis
- Deporaus nigrifrons
- Deporaus nigriniceps
- Deporaus nigripennis
- Deporaus nigritibialis
- Deporaus nigriventris
- Deporaus nigrolineatus
- Deporaus notatus
- Deporaus pacatus
- Deporaus palawanus
- Deporaus pallidiventris
- Deporaus pallidulus
- Deporaus papei
- Deporaus parvicollis
- Deporaus pauculus
- Deporaus penangensis
- Deporaus perakensis
- Deporaus periscelis
- Deporaus pilifer
- Deporaus pilipes
- Deporaus planipennis
- Deporaus podager
- Deporaus populi
- Deporaus populneus
- Deporaus proximus
- Deporaus puberulus
- Deporaus pullatus
- Deporaus punctatissimus
- Deporaus pygidialis
- Deporaus reitteri
- Deporaus robertsi
- Deporaus rufipallens
- Deporaus rufiventris
- Deporaus rugiceps
- Deporaus rugicollis
- Deporaus rugulosus
- Deporaus sagittatum
- Deporaus sandakanensis
- Deporaus scolocnemoides
- Deporaus seminiger
- Deporaus semirufus
- Deporaus separandus
- Deporaus sericans
- Deporaus sericeus
- Deporaus serratissimus
- Deporaus signatus
- Deporaus simillimus
- Deporaus singularis
- Deporaus slamatensis
- Deporaus smaragdinus
- Deporaus socius
- Deporaus solitarius
- Deporaus solutus
- Deporaus spinipes
- Deporaus subclathratus
- Deporaus subcoarctatus
- Deporaus subrugaticollis
- Deporaus subseriatopilosus
- Deporaus subtilis
- Deporaus subviridis
- Deporaus sulcifrons
- Deporaus taeniatus
- Deporaus tenuicornis
- Deporaus testaceus
- Deporaus tibialis
- Deporaus tjambaicus
- Deporaus tristis
- Deporaus tumidus
- Deporaus unicolor
- Deporaus uniformis
- Deporaus ventralis
- Deporaus virescenti-grisea
- Deporaus v-rubra
- Deporaus v-rubrum
- Deporaus yunnanica